# Гамарник Григорій Олександрович

Григорій Гамарник (у червоному) на обкладинці журналу «Фізкультура та Спорт» (11/1958)

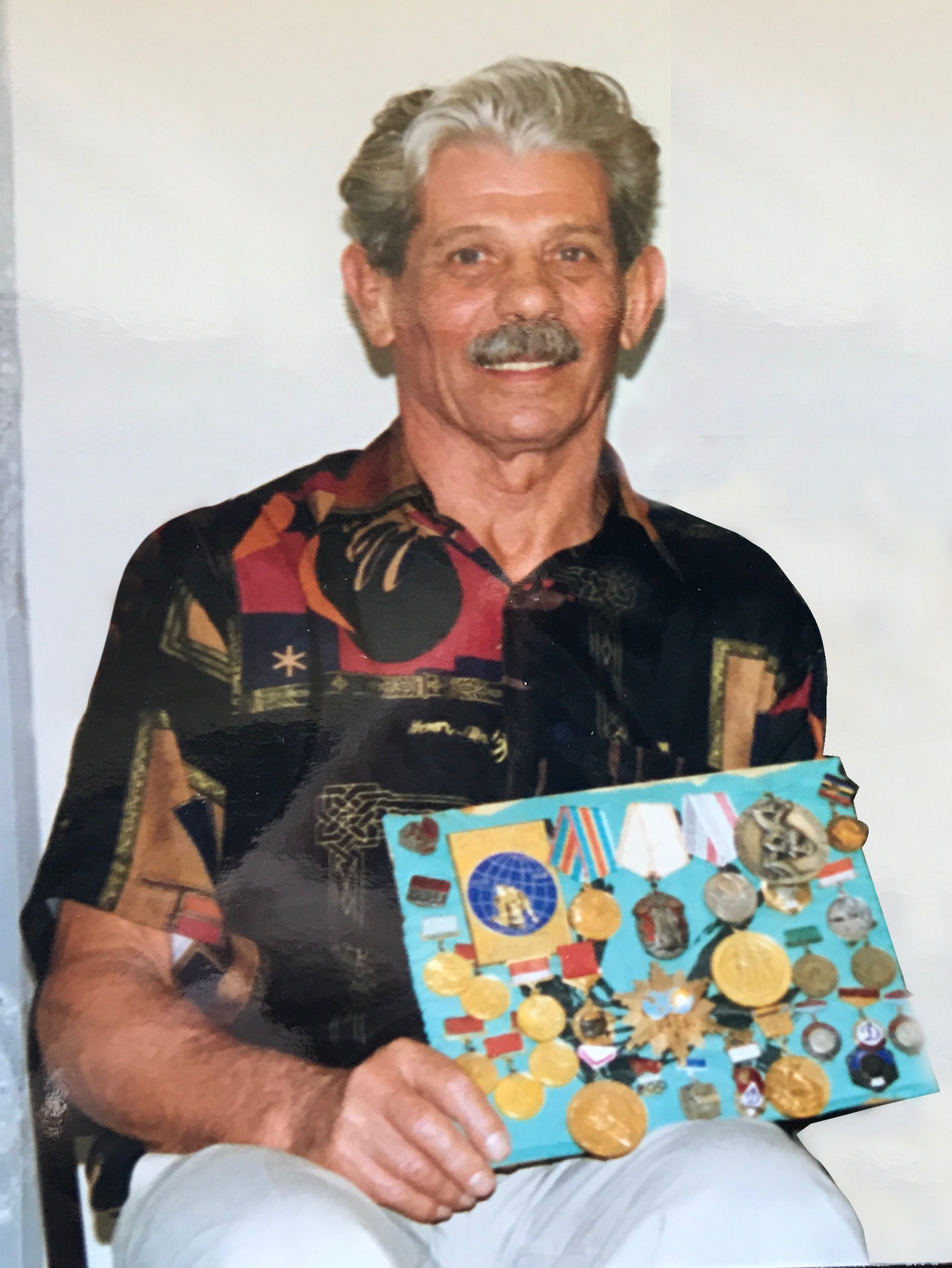
Григорій Гамарник з нагородами.

Гама́рник Григо́рій Олекса́ндрович (22 квітня 1929, Зінов'євськ — 18 квітня 2018, США) — радянський український борець класичного стилю, багаторазовий чемпіон СРСР з греко-римської боротьби, Чемпіон світу 1955 року, срібний призер чемпіонату світу 1958 року. Учасник літніх Олімпійських ігор 1960. Капітан збірної СРСР з греко-римської боротьби, суддя міжнародної категорії, Заслужений майстер спорту СРСР, Заслужений тренер України. Єврей за походженням.

## Життєпис
Григорій Гамарник народився у Зінов'євську. Через голод родина змушена була переїхати до Ташкента. У 1944 році почав займатися акробатикою, однак вже за рік перейшов до секції боротьби. Виступав за місцеву спортивну команду, здобував звання чемпіона Узбецької РСР та переможця першості Середньої Азії. У 1952 році вступив до Київського інституту фізичної культури, де почав тренуватися під керівництвом Арама Ялтиряна та захищати кольори спортивного товариства «Динамо» (Київ). Того ж року став срібним призером чемпіонату СРСР з боротьби. У 1953 році Гамарник здобув перше «золото» чемпіонату СРСР, а два роки потому тріумфував на Чемпіонаті світу з боротьби 1955, вже на першому етапі здолавши чинного на той час чемпіона світу Густава Фрея. Незважаючи на те, що Фрей зламав Гамарнику пальці, радянський борець дійшов до фіналу, де переміг фіна Кюесті Лехтонена.
У 1956 році на I Спартакіаді народів СРСР Григорія Гамарника було визнано найкращим борцем класичного стилю у вазі до 73 кг. З 1956 по 1958 рік він був незмінним чемпіоном СРСР, а у 1958 році здобув «срібло» чемпіонату світу в Будапешті, поступившись лише турку Казіму Айвазу.
У 1960 році Гамарник взяв участь у перших і єдиних для себе Олімпійських іграх, що відбувалися у Римі, де змушений був задовольнитися всього лише п'ятим місцем. Після завершення кар'єри борця займався тренерською діяльністю, був удостоєний почесного звання Заслужений тренер України (1963). У 70-х роках очолював Федерацію боротьби. Суддя міжнародної категорії (1979).
З 1992 року Григорій Гамарник мешкає у США. Брав участь у створенні Єврейської емігрантської спортивної асоціації. У 2003 році рішенням редакції газети «Єврейський світ» (рос. Еврейский мир) був включений до десятки найкращих спортсменів-євреїв XX сторіччя.
Григорій Гамарник не дожив усього чотирьох днів до свого 89-го дня народження. Помер 18 квітня 2018 року о 5 годині ранку.

## Досягнення
- Заслужений майстер спорту СРСР (1958)
- Заслужений тренер України
- Чемпіон світу з боротьби: 1955
- Срібний призер чемпіонату світу з боротьби: 1958
- Чемпіон СРСР з боротьби: 1953, 1956, 1957, 1958
- Срібний призер чемпіонату СРСР з боротьби : 1951
- Бронзовий призер чемпіонату СРСР з боротьби: 1954, 1959, 1961;

## Державні нагороди
- Орден «Знак Пошани» (1957)